# Carmen Mariscal
Carmen Mariscal est une artiste mexicaine, née en 1968, en Californie (États-Unis). Elle vit et travaille à Londres (Royaume-Uni).  
Elle fait de la photo, des installations, des vidéos, des sculptures et de la scénographie théâtrale. Elle a été exposée, entre autres, au Mexique, en France, en Espagne, aux États-Unis, aux Pays-Bas, en Russie, en Allemagne et au Royaume-Uni, entre autres.

## Biographie
Elle grandit au Mexique et reçoit une éducation libérale (inspirée du Summerhill School). Cette éducation sera un élément déclencheur du féminisme qui sera présent dans ses œuvres. À dix-huit ans, elle va étudier à la Sorbonne en France, pour apprendre le français. La France, dit-elle, a toujours été un rêve pour elle et sa famille,. À 22 ans (1991), durant ces études en Histoire des Arts à l’Université Iberoamericana de Mexico (Mexique), elle a un grave accident de voiture. La colonne vertébrale fracturée, elle est forcée à rester alitée pendant plusieurs mois.   
Par la suite, voulant devenir plasticienne, elle étudie à la Winchester School of Art, pour s'y dédier complètement. En 1994 elle obtient son diplôme et elle présente son travail Soy au Musée d’Histoire de Saint-Pétersbourg en Russie.    
Elle retourne au Mexique où elle enseigne et travaille comme plasticienne. Durant cette période, elle travaille dans centre hospitalier auprès de jeunes femmes boulimiques et anorexiques.    
Elle revient ensuite vivre à Paris où elle continue son travail d'artiste et enseigne l'histoire des arts à des étudiants du Trinity College.         
Elle habite actuellement à Londres, où elle réalise son doctorat au Royal College of Art au même temps qu'elle continue sa pratique artistique.         

## Œuvre

### Le corps
Le corps et la mémoire sont les thèmes centraux dans toute son œuvre.  Son œuvre est très intime et sensible. Christine Frérot décrit comment Carmen Mariscal traite du corps dans ses œuvres. Elle constate « une dématérialisation et une transfiguration de l'évidence charnelle, une distance et un détournement de la réalité physique par le symbole, la conscience du temps, le désir ou la préoccupation de communiquer la dimension culturelle de leur sexe ». Elle transpose la sphère intime et familiale à la sphère culturelle.

### La mémoire
Carmen Mariscal, essaie de rendre visible l'invisible. Elle reconstruit des souvenirs à partir de lieux et d'objets. À travers cette reconstruction, elle questionne la fragilité du corps qui traverse le temps. Elle utilise l'architecture dans ses installations pour recréer des environnements. Elle utilise comme matériel des objets qui ont des significations personnelles, émotionnelles et historiques.
Dans son exposition, La Novia elle utilise la robe de mariée de sa grand-mère et fait une série d'auto-portraits avec la robe. Elle restitue une mémoire familiale et par la même occasion questionne la condition des femmes.

### L'enfermement
Le sentiment d'enfermement est un thème qui l'influence beaucoup. À la suite de son accident de voiture, elle se retrouve cloitrée à l'hôpital. L'artiste explique que, « dès qu'[elle] le pouvais, [elle] s'asseyai[t] et peignait sur des thèmes liés à la douleur extrême, la frustration et l'isolement. C'est alors qu['elle] [prend] conscience de la fragilité du corps humain, de la manière dont il pouvait se briser puis se réparer. Le temps passé sur [s]on lit d'hôpital [lui] a aussi ouvert les yeux sur ce que signifie la réclusion ». Elle corps deviendra comme une barrière, une forme d'enfermement. 
En 2015, elle expose Traces/Rastros au Creusot à L'A.R.C, une installation qui traite de l'enfermement dans une de ses « boites ». Elle superposition des barbelés sur un papillon. Elle explique « [qu']un jour, à Mexico, [elle] trouve un papillon mort, à terre. C’était un Monarque, un papillon qui, chaque année, migre du Canada au Mexique. […] Ils traversent donc sans problème les frontières canadienne et américaine, et le refont dans l’autre sens, facilement, détaille-t-elle. Cela [lui] a fait penser à cette question des frontières, si importante au Mexique, pour les gens qui veulent les passer. »

### La violence faite aux femmes
Dans ses travaux les plus récents (L'Épouse menottée, Sois belle et tais-toi, Chez Nous), Mariscal s'interroge sur la place réservée aux femmes dans la société. Collaborant avec plusieurs associations, elle se penche sur les questions de genre, d'identité, du poids des traditions et des normes sociales imposées aux femmes et aux filles dès leur plus jeune âge. Elle explore notamment "la condition féminine dans le mariage", selon Christine Frérot, ainsi que les symboles et expressions associées à l'amour, qui continuent d'alimenter un imaginaire collectif d'oppression et d'inégalités de genre. En liant toujours l'intime au collectif, les œuvres de Carmen "invitent le public à réfléchir sur le paradoxe de l'amour".
Ainsi, dans son installation publique Chez Nous, qui a été exposée Place du Palais-Royal à Paris au printemps 2020, l'artiste, en reprenant les grilles et cadenas retirés du pont des Arts et du pont de l’Archevêché, s'est engagée dans la sensibilisation pour l’émancipation des femmes et la défense des droits humains - notamment des victimes ayant subi des violences familiales. Pour ce faire, l'œuvre s'est accompagnée d'une levée de fonds destinée à aider des foyers de femmes et enfants victimes de violence, en France et au Mexique.

## Etudes
- 2025. Doctorante, Royal College of Art, Londres, Royaume-Uni.
- 1994. Master en Art Plastiques MA European Fine Art, Winchester School of Art, Barcelone, Espagne et Winchester, Royaume -Uni
- 1992. Diplôme en Peinture du Central Saint Martins College of Art and Design, Londres, Royaume – Uni.
- 1991. Licence en Histoire de l’Art de l’Université Iberoamericana, Mexico, Mexique.

## Expositions

### Individuelles
- Tláloc/Contadero, The Window, Paris, France. 2024
- Tláloc/Contadero, Loop Festival, Ana Mas Projects Gallery, Barcelona, Espagne. 2023
- Notes on a Journey. On Extractivism, Matter and Displacement, avec Marisa Ferreira Galeria Presença, Porto, Portugal. 2022
- Erase (Commissaire Karen Cordero) avec Mercedes Gertz, Claustro de Sor Juana, Mexico City, Mexico. 2022
- The Cemetery of Love, Frédérick Mouraux Gallery, Bruxelles, Belgique, 2021.
- Erase..., exposition semi-individuelle (commissaire: Karen Cordero) Claustro de Sor Juana, Mexico, Mexique, 2021.
- Chez Nous, sculpture publique, Place du Palais Royal, Paris, France, 2020.
- Chez Nous, vidéo-installation, Beffroi de la Mairie du 1er, Paris, France, 2020.
- Calladita te ves más bonita (commissaire : Marcela Correa), Centre Culturel Mexicain, Nouvelle Orléans, États-Unis d’Amérique, 2019.
- La esposa esposada & Feuilles de Guerre Ana Mas Projets, Foire Art Paris, Paris, France, 2019.
- La esposa esposada (commissaire : Christine Frérot), Maison de l’Amérique Latine, Paris, France, 2018.
- Jusqu’à la fin des temps (exposition semi-individuelle) Centre Culturel du Mexique, Paris, France, 2018.
- Traces/Rastros, L'A.R.C Scène Nationale, Le Creusot, France, 2015
- Two Way Mirror Fundación Vila Casas (commissaire: Gloria Bosch) Palau Solterra, Torroella de Montgrí, Espagne, 2010.
- Vamos a pretender masART Galería, Barcelona, Espagne, 2010
- Transpositions, Museo Gene Bryon, FIC, Guanajuato, Mexique, 2008.
- Transpositions, Centre d´Études Catalanes, Université de Paris Sorbonne, Paris, France, 2007.
- Doble/desdoble Galería Llucià Homs, Barcelone, Espagne, 2006.
- Proyecto Espai Zero (commissaire: Raquel Medina) Fundación  La Caixa, Tarragona, Espagne, 2004.
- CRAM, Festival de Garonne, Toulouse, France, 2004
- Innée (commissaire Matthew Shaul) Margaret Harvey Gallery, UHArts, St. Albans, Angleterre, 2003.
- Mater-ia, Galería Llucià Homs, Barcelona, Espagne, 2003.
- Innata-Innée, Centre Culturel du Mexique, Paris, France, 2001.
- Dentro, Galería Llucià Homs, Barcelone, Espagne, 2001.
- Innata, Galería Senda El Terrat, Barcelone, Espagne, 2001.
- El pueblo creador, Pavillon du Mexique, Expo 2000, Hanovre, Allemagne, 2000.
- La ilusión en vértigo, Galerie de la SHCP, Fotoseptiembre 1998, Mexico, Mexique, 1998.
- Los espejismos del amor, Galería Segovia-Isaacs, Barcelone, Espagne, 1998.
- La novia, puesta en abismo, Galería Ramis Barquet, Monterrey, Mexique, 1997
- I veil, I reveal, CSK Gallery, Denver, USA, 1997.
- Prints, Cherry Creek Art Festival, Centre Culturel Mexicain, Denver, USA, 1997.
- Velo re velo, Galería Railowsky, Valence, Espagne, 1996.Velo re velo, Institut du Mexique, Madrid, Espagne, 1996.
- Velo re velo, Galería Senda-espai passatge, Barcelone, Espagne 1996.
- Revelar, Galería Kin, Mexico, Mexique, 1995.
- Soy, Musée d’Histoire, Saint-Petersbourg, Russie, 1994.
- MA Degree Show, Winchester School of Art, Winchester, Royaume-Uni, 1994.
- Un secreto preexistente, Centre Culturel El Nigromante, Institut National des Beaux-Arts (INBA), San Miguel de Allende, Mexique, 1993

### Collectives
2024
- Las mil y una novias, Musée National d’Histoire, Castillo de Chapultepec, Mexico, Mexique.

2023
- (Re) Generando Narrativas e Imaginarios (commissaire: Karen Cordero), Museo de Arte de Sonora, MUSAS, Sonora, Mexique.
- Lost and Found, La Nana Laboratorio Urbano de Arte Contemporáneo, Mexico, Mexique.
- Hopscotch, Copeland Gallery, Londres, Royaume-Uni.
- Earthwise, Beaconsfield Gallery, Londres, Royaume-Uni.

2022
- (Re) Generando Narrativas e Imaginarios (commissaire: Karen Cordero), Museo Kaluz, Mexico, Mexique.
- ¡Vivas estamos, estamos vivas! (commissaire: Karen Cordero and Cecilia Noriega), Festival Internacional Cervantino, Museo Regional de Guanajuato, Mexique.
- Inversa, Casa Merida Contemporary, Mexico, Mexique.

2021
- Time in Two Directions, jdc Fine Art, Portland, Oregon, Etats Unis d’Amérique.

2020
- Textural Codes (commissaire: Amalgama, Women Artists Latin America), The Koppel Project, Londres, Royaume-Uni.
- El castillo de las junglas imposibles (commissaires: Valentina Locatelli et Hans-Michael Herzog), Château de Serrigny, Bourgogne, France.

2019
- Élimination (commissaire: Claudia Connoly), Paris, France
- The Box Project, SPARC, Los Angeles, Californie, États-Unis.
- GLASS photographie d’artistes d’Amérique Latine, commissariat: Lulu-Periferia, Paris, France.

2018
- Je(ux) est un autre (commissaire : Julien Verhaeghe), Musée National de la Carte à Jouer, Issy-les Moulineaux, France.
- Elèctric i Llunyà, Photographie contemporaine de la collection : Olor Visual Tecla Sala, Barcelone, Espagne.

2017
- Ponte en mi lugar (commissaires : Mariano Navarro et Javier Balda) Palacio El Condestable Pampleune, Espagne
- Kaleidoscope (commissaire: Lassla Esquivel), Periferia Projects-IESA, Paris, France.
- New Perspectives Reynolds Ryan Art Gallery, Nouvelle Orléans, États-Unis d´Amérique.

2016
- Ana Mas Projects, Dallas Art Fair, Dallas, Texas, États-Unis d'Amérique.

2014
- Under the Wave, Piscine Molitor, Paris, France.
- Estampa +R maserre galeria, Estampa Foire d'Art Contemporain, Madrid, Espagne.
- Quimeras Migrantes Chimères, Instituto de México, Paris, France[10].

2013
- Geografía de la Mujer, Trazas de Memoria, Fundación Vila Casas, Palau Solterra, Torroella de Montgrí, Espagne.
- Enfance & Art, projection de vidéos, Imagespassages, Théâtre de l’Échange en lien avec l’exposition Jeux d’Artistes, Musée Château d’Annecy, France.

2012
- Galería Raíña Lupaee, Paris Photo, Paris, France.
- SUM Conflictos de la identidad (commissaire: Raquel Medina), Ciudadela de Pamplona, Pamplona, Espagne.
- SUM Conflictos de la identidad (commissaire: Raquel Medina), Sala Amós Salvador, Logroño, Espagne.
- eemasART Galeríaee, Foire International d’Art Contemporain, ARCO, Madrid, Espagne.

2011
- Art Proxime, Traverse vidéo 14e édition, Toulouse, France.
- Images Hispano Americaines, Festival de Vidéo Imagespassages, Annecy, France.

## Scénographie de Théâtre
2024
- Laodamie de Catherine Bernard 1689, mise en scène : Aurore Evain, coproduction : Ferme de Bel Ebat – Théâtre de Guyancourt, Théâtre des Îlets – CDN de Montluçon. Compagnie La Subversive. Première: février 2024

2021
- Les Fables de Marie de France, mise en scène : Aurore Evain, coproduction : Ferme de Bel Ebat – Théâtre de Guyancourt:  La Subversive. Scénographie Carmen Mariscal avec Charline Faveau. Première: mars 2021

2020
- Mary Sidney, alias Shakespeare, conférence-performance d'Aurore Evain, d'après les recherches de Robin P. Williams Sweet Swan of Avon, did a Woman wrote Shakespeare,  coproduction : Théâtre des Îlets – CDN de Montluçon, Ferme de Bel Ebat – Théâtre de Guyancourt. Compagnie La Subversive. Première : février 2021.

2019
- La Folle Enchère, de Madame Ulrich, mise en scène : Aurore Evain, coproduction : Ferme de Bel Ebat – Théâtre de Guyancourt, Théâtre des Îlets – CDN de Montluçon. Compagnie La Subversive. Première : novembre 2019.

2016-17    
- Grito al cielo con todo mi corazón de Ximena Escalante, dirigée par Sylvie Mongin-Algan, Production : Nouveau Théâtre du 8e, Lyon, France. Première début 2016, Mexico, Mexique.

2014
- Pièce de théâtre basée sur Une Chambre à Soi de Virginia Woolf, dirigée et écrite par Sylvie-Mongin Algan[11].
  - (reprise) Nouveau Théâtre du 8e, Lyon, France. Du 12 au 14 octobre 2014.
  - Autres représentations d'octobre 2014 à janvier 2015 en Région Rhône-Alpes, France.

2013
- Pièce de théâtre basée sur Une Chambre à Soi de Virginia Woolf, dirigée et écrite par Sylvie Mogin-Algan, L’Arc, Scène Nationale du Creusot, Le Creusot, France. Première 28 novembre 28, 2013.
  - Autres représentations décembre 2013 Nouveau Théâtre du 8e, Lyon, France.
- Electra Despierta de Ximena Escalante, dirigée par Sylvie Mogin-Algan, Teatro Julio Castillo, Centro Cultural del Bosque, Festival del Centro Histórico, Mexico, Mexique. Représentation 19 mai.

2011
- Electra Despierta de Ximena Escalante, dirigée par Sylvie Mogin-Algan, Sala Miguel Covarrubias, Centro Cultural Universitario Mexico, Mexique. Représentations du 23 au 26 novembre.
- Electra Despierta de Ximena Escalante, dirigée par Sylvie Mogin- Algan, Nouveau Théâtre du 8e, Lyon, France. Première 2 avril 2011. Répresentations les 7, 8 et 9  avril.